# Фрасимах
Фрасимах (Θρασύμαχος) (ок. 459—400 гг. до н. э.) — древнегреческий софист, наибольшую известность получил как персонаж диалога Платона «Государство».

## Фрасимах в истории
Фрасимах был гражданином города Халкидон, расположенного у пролива Босфор. Предположительно он работал софистом в Афинах, однако реальных доказательств того, что он был софистом, нет. Ему приписывают использование пеона в прозе, а также призыв к выражению эмоций через жесты.
Наиболее точно датированное упоминание Фрасимаха сделано в пьесе Аристофана, написанной в 427 г. до н. э. Нильс Рахут по сцене из этой пьесы заключил, что Фрасимах начал преподавать в Афинах за несколько лет до её написания. Более поздний фрагмент, принадлежащий Клименту Александрийскому, сталкивает Фрасимаха с Архелаем Македонским: «Еврипид в трагедии „Телеф“ спрашивает: „Должны ли мы, греки, быть рабами варваров?“, а Фрасимах в своей речи „К людям Ларисы“ ставит вопрос иначе: „Должны ли мы, греки, стать рабами Архелая, варвара?“». На основании чего Рахут заключает, что Фрасимах получил наибольшую известность в последние три десятилетия пятого века. Диллон и Гергель допускают, что этот отрывок был написан во втором веке н. э. Геродом Аттиком, у которого есть фрагменты схожие с работами Климента по духу, похожие на подлинные тексты пятого века до н. э., демонстрирующие детальное знание политики Фессалии.
Человек с таким же именем, упоминаемый в «Политике» Аристотеля, сверг демократию в городе Кумы. Но об этом событии нет никаких данных, невозможно судить, был ли это один и тот же Фрасимах или это были разные люди. Ещё раз Аристотель упоминает Фрасимаха в работе «О софистических опровержениях», где отводит ему центральную роль в развитии риторической теории. 
Ибо, как говорят, начало чего бы то ни было есть, пожалуй, важнейшая часть, а потому и самая трудная… Именно так это получилось с искусством красноречия и почти со всеми другими искусствами. В самом деле, те, кто изобрел то или другое начало [искусства красноречия], продвинулись крайне мало. А те, кто ныне пользуется доброй славой, будучи преемниками многих продвигавшихся, как бы сменяя друг друга, приумножали таким именно образом: Тисий — после первых [изобретателей], Фрасимах — после Тисия, Теодор — после него, и так многие внесли не малую долю [в преуспеяние] искусства красноречия, а потому нечего удивляться определенной полноте этого искусства.
Диллон и Гергель отмечают, что это, однако, не делает Фрасимаха учеником Тисия, а Теодора в свою очередь — учеником Фрасимаха.
В «Риторике» Аристотель приписывает Фрасимаху остроумное сравнение:
Сравнение удачно, когда в нём есть метафора, так, например, можно сравнить щит с фиалом Арея, развалины с лохмотьями дома; сюда же [относится] и сравнение: „Никират — это Филоктет, укушенный Пратием“, которое употребил Фрасимах, увидя, что Никират, побежденный Пратием в декламации, отпустил себе волосы и неопрятен». Далее Фрасимах упоминается в «Риторике» в игре слов Иродика «… Иродик говорил Фрасимаху: ты всегда смел в борьбе (thrasymakhos)…» Диллон и Гергель выдвигают предположение, что эта игра слов определила выбор Платона, избравшего Фрасимаха в качестве агрессивного и напыщенного защитника позиции «правда на стороне сильного» для диалога «Государство».
Платон упоминает Фрасимаха как успешного ритора в диалоге «Федр», но не говорит ни о каких его значимых деяниях. Византийский словарь Суда даёт краткое описание Фрасимаха, подтверждая его статус риторического теоретика. «Софист из Халкидона в Вифинии. Открыл точку и двоеточие, ввёл современный вид риторики. Являлся учеником философа Платона и ритора Исократа. Написал рекомендательные речи, „Искусство риторики“, „Средства риторики“». Диллон и Гергель назвали второе предложение «нелепым утверждением», как и то, что касается Платона и Исократа. Они предполагают, что в тексте есть пробел, где и был указан истинный учитель Фрасимаха, достойный соперник Платона и Исократа.
Дионисий Галикарнасский в своем сочинении «К Исею» восхваляет Фрасимаха за его риторическое умение. Дионисий определяет его как «простого, тонкого и находчивого и способного в соответствии с желанием изъясняться как кратко, так и многословно». Тем не менее, он считает Фрасимаха, не оставившего после себя судебных речей, а только руководства и публичные речи, посредственным оратором, уступающим «острому» и «чарующему» Лисию.

## Фрасимах у Платона
Своей значимостью Фрасимах обязан главным образом Платону, сделавшему его персонажем своего диалога «Государство». В этом диалоге Фрасимах отличается стойкостью и даже безрассудством в защите несправедливости, и также примечательно его смущение в конце 1-й Книги, после того, как Сократ обуздал его. Значение этого смущения, а также смысл утверждения Сократа в 6-й книге о том, что он и Фрасимах «только что стали друзьями да и раньше не были врагами» (498d), являются предметами споров.
Существует долгое философское исследование того, что именно имел в виду Фрасимах в 1-й книге «Государства». При этом его утверждения рассматриваются, как последовательные философские суждения, а не как воображаемые аргументы Платона.
В 1-й книге «Государства» Фрасимах выражает резкое несогласие с результатами дискуссии Сократа с Полемарком о справедливости. Требуя плату прежде, чем начнёт говорить, он заявляет, что «справедливость — это то, что пригодно сильнейшему» (338c) и что «несправедливость, достаточно обширная, сильнее справедливости, в ней больше силы, свободы и властности» (344c). Сократ возражает и вынуждает его признать, что существуют определённые нормы мудрого правления, а затем утверждает, что это ставит справедливость за пределы пригодности сильнейшему. Дальнейший диалог вызван неудовлетворённостью Главкона опровержением Сократа.
Имя «Фрасимах» означает «агрессивный воин», что, возможно, оказало влияние на его роль в диалоге.
В интерпретации Лео Штрауса Фрасимах и его определение справедливости представляют город с его законами и, таким образом, противопоставляются Сократу и философии в целом. Тем не менее, как человек мыслящий, Фрасимах имеет достаточно много общего с философами, чтобы иметь возможность защитить философию в городе.

## В произведениях искусства
В компьютерных играх
- В игре Assassin’s Creed Odyssey есть персонаж Фрасимах — философ, который живет в Афинах и участвует в политической жизни этого города. В игре Сократ и Фрасимах ведут философский спор находясь на вечеринке знати Афин.

## Цитаты
338c: Ἄκουε δή, ἦ δ᾽ ὅς. φημὶ γὰρ ἐγὼ εἶναι τὸ δίκαιον οὐκ ἄλλο τι ἢ τὸ τοῦ κρείττονος συμφέρον.. («Так слушай же. Справедливость, утверждаю я, это то, что пригодно и сильнейшему.»)
344c: οὕτως, ὦ Σώκρατες, καὶ ἰσχυρότερον καὶ ἐλευθεριώτερον καὶ δεσποτικώτερον ἀδικία δικαιοσύνης ἐστὶν ἱκανῶς γιγνομένη, καὶ ὅπερ ἐξ ἀρχῆς ἔλεγον, τὸ μὲν τοῦ κρείττονος συμφέρον τὸ δίκαιον τυγχάνει ὄν, τὸ δ᾽ ἄδικον ἑαυτῷ λυσιτελοῦν τε καὶ συμφέρον. («Так-то вот, Сократ: несправедливость, достаточно обширная, сильнее справедливости, в ней больше силы, свободы и властности, а справедливость, как я с самого начала и говорил, — это то, что пригодно сильнейшему, несправедливость же целесообразна и пригодна сама по себе.»)